# Torlački dijalekti
Torlački dijalekti, poznati kao torlački govori ili torlačko narječje, predstavljaju skupinu južnoslavenskih dijalekata kojima se govori u Južnoj Srbiji, južnim i istočnim dijelovima Kosova, sjeverozapadnoj Bugarskoj i sjeverozapadnim i sjeveroistočnim dijelovima Sjeverne Makedonije. Torlački dijalekti s makedonskim i bugarskim jezicima pripadaju balkanskoj slavenskoj jezičkoj zajednici. Oni se nalaze na UNESCO listi ugroženih jezika.
Torlački dijalekti nisu standardizirani. Srbijanski jezikoslovci ih nazivaju prizrensko-timočki dijalekti i dijelom štokavskoga narječja srpskoga jezika. Međutim, naglašavaju njihovu specifičnost i da im pripada posebno mjesto u okviru štokavskoga narječja. Bugarski jezikoslovci ih nazivaju prijelaznim govorima i smatraju ih zapadnim govorima bugarskoga jezika. Makedonski jezikoslovci torlačke govore na prostoru Sjeverne Makedonije nazivaju sjevernim govorima makedonskog jezika.

## Prostiranje
Granice dijalekata se protežu na sjeveru k istoku od Zaječara, blizu granice s Bugarskom (točnije linija Belogradčik – Berkovica – Godeč – Slivnica – Pernik – Radomir – Bosilegrad i okolica Ćustendila), do linije Kriva Palanka – Kratovo – Sveti Nikole – Skopska Crna gora i Tetovo na jugu, na sjeveroistoku Valčedrm i okolica, a zapadna – od granice s Albanijom, preko Dečana i Vučitrna do Stalaća na sjeveru.
Govornici ovih dijalekata su Srbi, Bugari, Makedonci, te Goranci i Bošnjaci na jugu Kosova i Hrvati Karaševci u Rumunjskoj.

## Klasifikacija
Srpski jezikoslovac i reformator srpskog jezika Vuk Karadžić u svome djelu Srpski rječnik pojam Torlak opisuje kao »čovjeka koji ne zna dobro govoriti niti srpski niti bugarski jezik«. On je skupljajući narodne pjesme od jedne starije žene iz okolice Kruševca, na osnovu njenog govora bio mišljenja da se u Kruševcu govori nekakvim bugarskim narječjem. Kasnije mijenja pomalo mišljenje te 1827. godine piše da Leskovčani i Prištinci nijesu Bugari, već i Piroćanci i Vidinci su bliži Srbima nego Bugarima, ali da ne govore dobro ni srpski i ni bugarski. Hrvatski jezikoslovac Milan Rešetar smatra da torlački dijalekti nisu dio štokavskog narječja.